# Euploea immaculata
Euploea immaculata är en fjärilsart som beskrevs av Butler 1878. Euploea immaculata ingår i släktet Euploea och familjen praktfjärilar. Inga underarter finns listade i Catalogue of Life.